# Мартинш, Жералду
Жеральдо Жуан Мартинш — экономист и политик Гвинеи-Бисау. Премьер-министр Гвинеи-Бисау с 8 августа по 20 декабря 2023 года. В 2014 году был министром экономики и финансов в правительстве премьер-министра Домингуша Симойнша Перейры.

## Биография
С 2005 года до прихода в правительство ПАИГК в 2014 году Жеральдо Мартинш был старшим сотрудником Всемирного банка, отвечая за досье по человеческому развитию в 25 странах к югу от Сахары, среди которых Кабо-Верде, Гвинея-Бисау и Сенегал.
Мартинш был назначен премьер-министром Гвинеи-Бисау после выборов в законодательные органы 4 июня и занимал эту должность с 8 августа по 20 декабря 2023 года.
12 декабря 2023 года Умаро Сисоку Эмбало повторно назначил Жеральдо Мартинша премьер-министром. Однако через полторы недели, он оставил этот пост.